# Horst Scholtz
Horst Scholtz  (* 24. Juni 1924 in Cosel; † 7. Februar 2013) war ein deutscher Politiker (SED). Er war von 1965 bis 1973 Staatssekretär in der DDR.

## Leben
Scholtz wurde nach dem Besuch der Volksschule Technischer Zeichner in Brandenburg an der Havel. Am 1. September 1942 trat er in die Nationalsozialistische Deutsche Arbeiterpartei (NSDAP) ein.
Nach dem Zweiten Weltkrieg schloss er sich der Sozialistischen Einheitspartei Deutschlands (SED) an. Er qualifizierte sich zum Ingenieur und wurde Wirtschaftsfunktionär. Am 2. Juni 1957 gehörte er zu den Gründern des Allgemeinen Deutschen Motorsport Verbandes (ADMV) in Ost-Berlin.
Von 1958 bis 1960 war er stellvertretender Leiter der Abteilung Allgemeiner Maschinenbau der Staatlichen Plankommission und von 1961 bis 1965 Hauptdirektor der VVB Mechanik Leipzig. Ab 25. März 1965 fungierte er als Staatssekretär und 1. Stellvertreter des Ministers im Ministerium für Innerdeutschen Handel und Außenhandel bzw. ab 1967 des Ministeriums für Außenwirtschaft. Von 1969 bis Oktober 1973 war er Staatssekretär im Ministerium für Verarbeitungsmaschinen- und Fahrzeugbau. Am 13. Juli 1972 wurde er vom Ministerrat der DDR  als Mitglied in den Rat für Land- und Nahrungsgüterwirtschaft (RLN) berufen. Von 1973 bis September 1975 war er stellvertretender Minister für Allgemeinen Maschinen-, Landmaschinen- und Fahrzeugbau.
1991 wurde er in das neue ADMV-Präsidium als Vizepräsident gewählt. Scholtz starb im Alter von 88 Jahren.

## Auszeichnungen
- 1974 Vaterländischer Verdienstorden in Bronze